# Paul Diamond
Thomas (Tom) Boric (Kroatië, 11 mei 1961), beter bekend als Paul Diamond, is een Kroatisch voormalig professioneel worstelaar die vooral bekend is van zijn tijd bij World Wrestling Federation, van 1990 tot 1993.
Tijdens zijn periode in de WWF, was Boric als Paul Diamond lid van Badd Company en als Kato lid van The Orient Express. Onder de ringnaam Max Moon, had Boric de rol van een superheld, maar oorspronkelijk was de rol bestemd voor Charles Moises (Konnan), die snel de WWF heeft verlaten vanwege de onenigheden met de bestuur van de WWF. 
Voordat Boric een professioneel worstelaar was, was hij een professioneel voetballer.

## In het worstelen
- Finishers
  - Als Paul Diamond / Kato
    - Superkick

  - Als Max Moon
    - Springboard crossbody

- Signature moves
  - Backbreaker
  - Corkscrew back elbow
  - Double underhook suplex
  - Dropkick
  - Inverted suplex slam
  - Lariat
  - Scoop slam
  - Sidewalk slam
  - Snapmare
  - Vertical suplex

- Managers
  - Brandon Baxter
  - Downtown Bruno
  - Diamond Dallas Page
  - Mr. Fuji
  - Chastity
  - Cherry Velvet
  - Tessie

- Opkomstnummers
  - "Super Bon Bon" van Soul Coughing (ECW)
  - "Bad Company" van Bad Company (AWA / ECW)
  - "The Final Countdown" van Europe (AWA)
  - "Orient Express" (WWF)
  - "Pacific Zone" (WCW)

## Prestaties
- American Wrestling Association
  - AWA World Tag Team Championship (1 keer: met Pat Tanaka)

- Canadian Wrestling Federation
  - CWF Heavyweight Championship (1 keer)

- Central Wrestling Federation
  - CWF Tag Team Championship (1 keer: met Tracy Smothers)

- Continental Wrestling Association
  - AWA Southern Tag Team Championship (1 keer: met Pat Tanaka)
  - CWA International Tag Team Championship (5 keer: met Pat Tanaka (4x) en Jeff Jarrett (1x))

- Mountain Wrestling Association
  - MWA Light Heavyweight Championship (1 keer)

- Texas All-Star Wrestling
  - TASW Texas Tag Team Championship (3 keer: met Nick Kiniski (1x) en Shawn Michaels (2x))

- Texas Wrestling Alliance
  - TWA Heavyweight Championship (2 keer)

- United States Wrestling Association
  - USWA World Tag Team Championship (1 keer: met Steven Dunn)